# Vils ved Donau
 For alternative betydninger, se Vils.
Vils er en flod i Bayern i Tyskland og en af Donaus bifloder fra højre. Den har sit udspring hvor de to floder Kleine Vils og Große Vils løber sammen i  Gerzen i Landkreis Erding i Oberbayern. Floden er omkring 68.62 km lang (104 km inklusive Große Vils). Den løber østover gennem et landbrugsområde med små landsbyer, som Eichendorf. Vils munder ud i Donau ved Vilshofen.